# Hospital de Middlesex

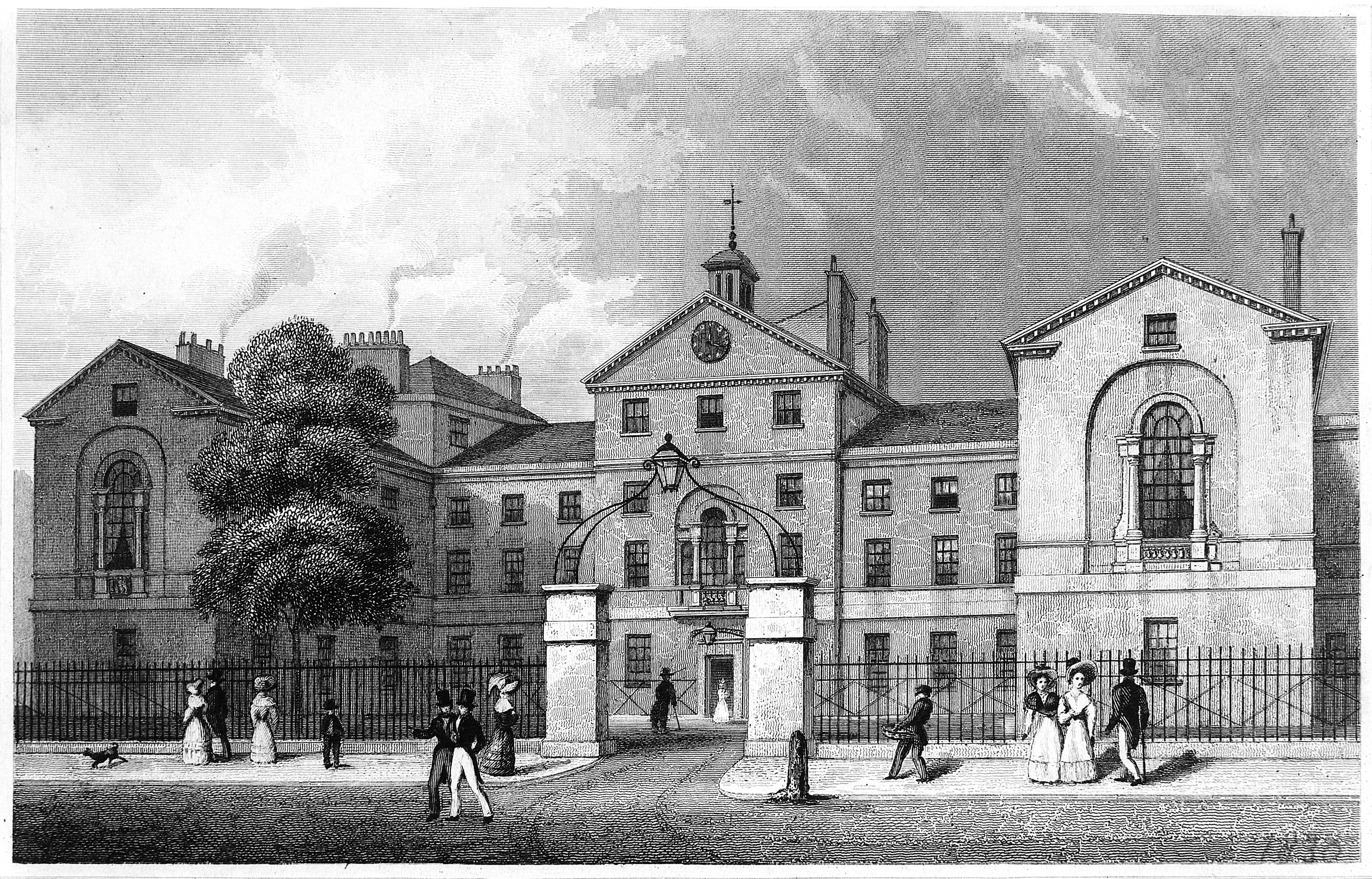
Gravura do Hospital de Middlesex visto do sul em 1830

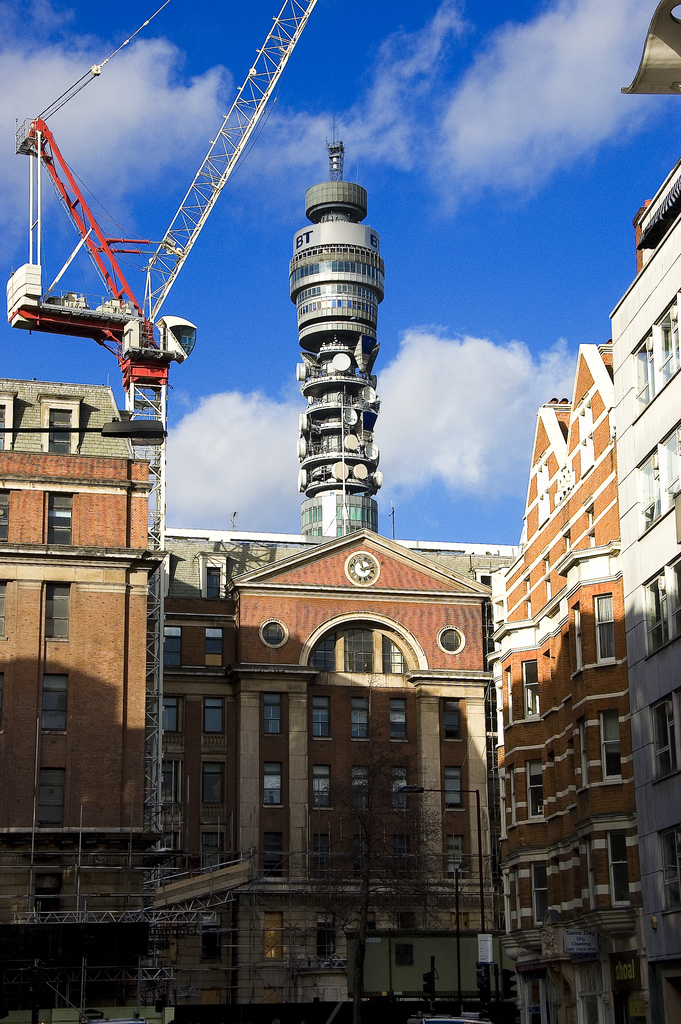
O hospital em Setembro de 2007, antes de ser demolido

O Hospital de Middlesex foi um hospital-escola situado na zona de Fitzrovia em Londres, Inglaterra. Aberto em 1745 pela Escola Médica de Edinburgh Medical School, pelo cirurgião Charles Bell, na Windmill Street, foi transferido em 1757 para a Mortimer Street onde se manteve até ao seu fecho em 2005.O seu pessoal e serviços foram transferidos para várias áreas do University College London Hospitals NHS Trust. A Escola Médica do Hospital de Middlesex, com um historial datado de 1746, juntou-se com a escola médica do Colégio Universitário de Londres em 1987.